# Martinus Amstelveen
Maillots
Le Martinus Amstelveen est un club de volley-ball néerlandais, basé à Amstelveen, et évoluant au plus haut niveau national, Ligue A (anciennement Eredivisie).

## Historique
2009 : fusion entre le Martinus et l'AMVJ Amstelveen pour former le TVC Amstelveen.

## Palmarès
- Championnat des Pays-Bas (5)
  - Vainqueur : 2006, 2007, 2008, 2009, 2010
- Coupe des Pays-Bas
  - Vainqueur : 1990, 1991, 2009
- Supercoupe des Pays-Bas
  - Vainqueur : 1992, 2007

## Effectifs

### Saison 2008-2009
| #  | Nom                     | Age | Taille | Nationalité | Poste |
| 7  | Reni ANKONE             | 38  | 1,74   | Pays-Bas    | L     |
| 4  | Anne BUIJS              | 33  | 1,87   | Pays-Bas    | R/A   |
| 10 | Robin DE KRUIJF         | 33  | 1,92   | Pays-Bas    | C     |
| 16 | Maret GROTHUES          | 36  | 1,84   | Pays-Bas    | R/A   |
| 2  | Nikki HOEVENAARS        | 36  | 1,86   | Pays-Bas    | P     |
| 3  | Francien HUURMAN        | 49  | 1,92   | Pays-Bas    | C     |
| _  | Ellen KNIP              | 40  | 1,82   | Pays-Bas    | A     |
| 12 | Quirine OOSTERVELD      | 35  | 1,83   | Pays-Bas    | A     |
| 5  | Judith PIETERSEN        | 35  | 1,87   | Pays-Bas    | C     |
| 9  | Myrthe SCHOOT           | 36  | 1,87   | Pays-Bas    | R/A   |
| _  | Petra SIEBERS           | 43  | 1,76   | Pays-Bas    | P     |
| _  | Manon VAN GRUIJTHUIJSEN | 46  | 1,88   | Pays-Bas    | C     |
| 7  | Wieneke VERWEIJ         | 44  | 1,79   | Pays-Bas    | R/A   |
| 6  | Kathleen WEISZ          | 41  | 1,71   | Allemagne   | P     |
| 11 | Caroline WENSINK        | 40  | 1,87   | Pays-Bas    | C     |